# Nậm Khao
Nậm Khao là một xã thuộc huyện Mường Tè, tỉnh Lai Châu, Việt Nam.
Xã Nậm Khao có diện tích 107,33 km², dân số năm 1999 là 748 người, mật độ dân số đạt 7 người/km².
Tính đến tháng 5 năm 2017, xã Nậm Khao có 356 hộ với 1.574 khẩu, trong đó nữ 768 người, chiếm 48,8%. Xã gồm có 2 dân tộc anh em cùng sinh sống, trong đó: Dân tộc Cống 953 người, chiếm 60,5%; dân tộc La Hủ 621 người, chiếm 39,5%.